# Estadio Municipal de Poznan
El Estadio Municipal de Poznan, desde 2023 Enea Stadion (en polaco: Stadion Miejski w Poznaniu) es un estadio multiusos de Poznan, Polonia. Es utilizado habitualmente para encuentros de fútbol, siendo el feudo como local del Lech Poznań. Fue construido en 1980 Tiene una capacidad de liga de 43 269 (todos sentados). El estadio fue construido originalmente entre 1968 y 1980, con un aforo de 17 000 espectadores. Desde su inauguración en agosto de 1980 el Lech Poznań ha utilizado el estadio como su sede principal. El estadio está situado en la calle ul. Bulgarska en la parte suroeste de la ciudad, en el distrito de Grunwald. 
En los años 2003-2010 comenzó un proceso de renovación que consiste en la reconstrucción casi total del estadio y tras su culminación cuenta con una capacidad de 45 830 asientos, todos cubiertos. El motivo de su renovación fue su nominación para albergar encuentros de la Eurocopa 2012, que se disputó en Polonia y Ucrania. En la actualidad es el quinto estadio más grande de Polonia después del Estadio Nacional de Varsovia, el Estadio de Silesia, el Estadio Municipal de Wroclaw y el PGE Arena Gdansk. La gran apertura después de la renovación final tuvo lugar el 20 de septiembre de 2010, con el concierto de Sting Symphonicity Tour.

## Historia

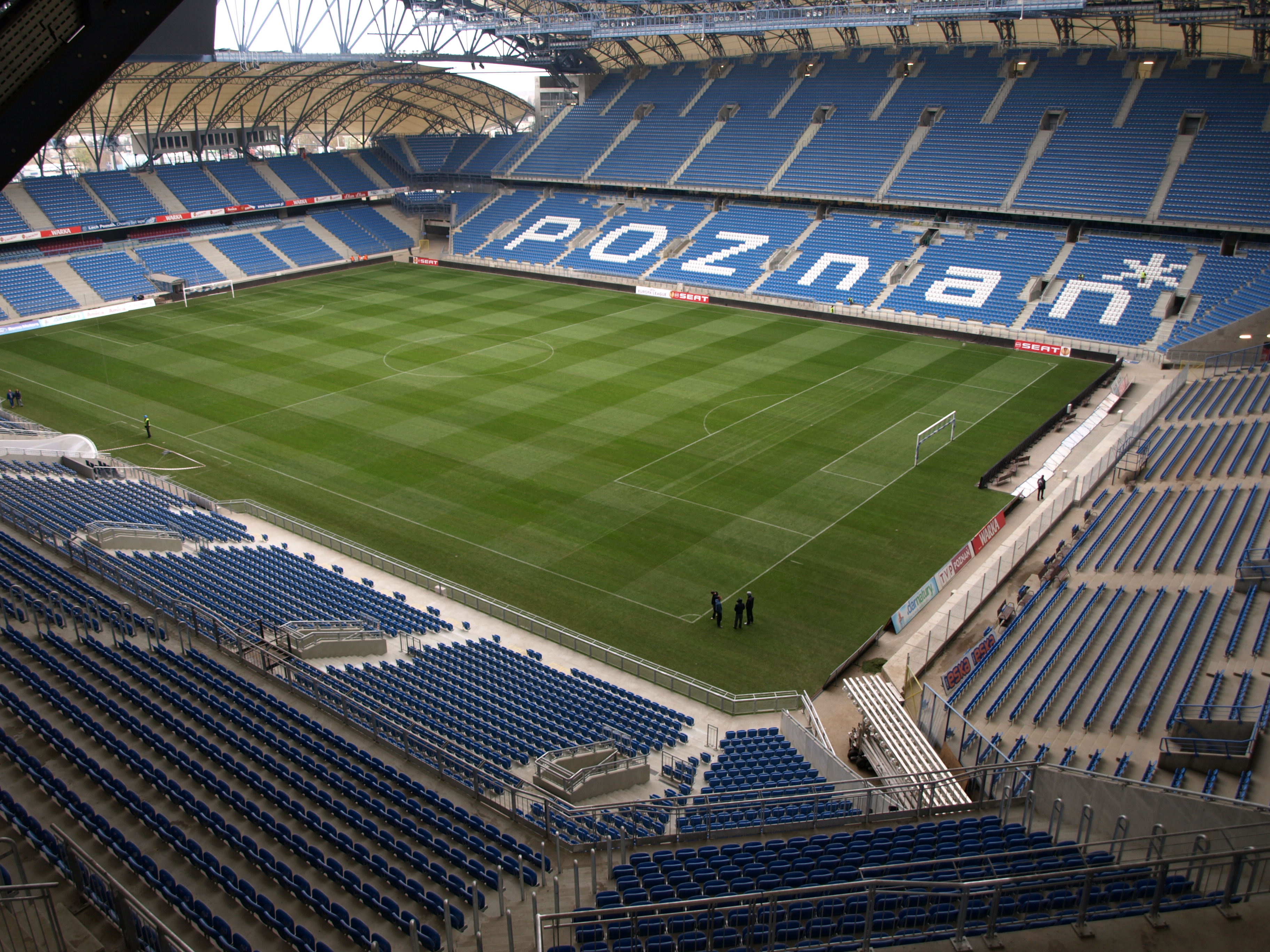
Interior del nuevo estadio Municipal de Poznań.

Las obras de construcción del estadio Municipal se iniciaron en 1968. Como la mayoría de los estadios en aquellos tiempos fue construido sobre colinas artificiales en los que se formó más tarde bancos de hormigón y la corona del estadio.
La construcción consta de tres tribunas en forma "U", mientras que el lugar dedicado para la cuarta tribuna quedaba libre. La piscina y los gimnasios iban a ser construidos allí, pero este plan nunca se concretó. Fueron necesarios casi doce años para completar toda la estructura. El primer partido en el nuevo estadio del Lech Poznań fue disputado el 23 de agosto de 1980, con una asistencia de 18.000 personas. El partido entre el "Kolejorz" y el Motor Lublin terminó en un empate 1-1. El autor del primer gol para el equipo local en el nuevo estadio fue Mark Skurczyński.
Seis años más tarde fueron construidos cuatro mástiles de 56 metros de altura para el sistema de iluminación cuyo total era de 1.890 lux de potencia. Los focos por primera vez se utilizaron en un partido entre los equipos nacionales de Polonia y Grecia (2-1).
El récord de asistencia tuvo lugar el 8 de abril de 1984, cuando el estadio se llenó con cerca de 45.000 espectadores, mientras que la capacidad oficial en ese momento era de 40.000 espectadores. El oponente era el Widzew Lodz y el partido terminó con victoria por 1-0 del Lech. Unos años más tarde, el estadio Municipal estaba equipado con un marcador electrónico, que se colocó detrás del número del sector 8. Durante muchos años no hubo trabajo de modernización, excepto la instalación de las sillas de plástico en los años 1990.
En este estadio comenzó el Lech Poznań su "edad de oro". En los años ochenta y noventa del siglo XX, el Lech ganó seis títulos de Liga (1983, 1984, 1990, 1992, 1993, 2010), cinco Copas de Polonia (1982, 1984, 1988, 2004, 2009) y cuatro Supercopa de Polonia (1990, 1992, 2004y 2009).

### Reconstrucción (2003-2010)

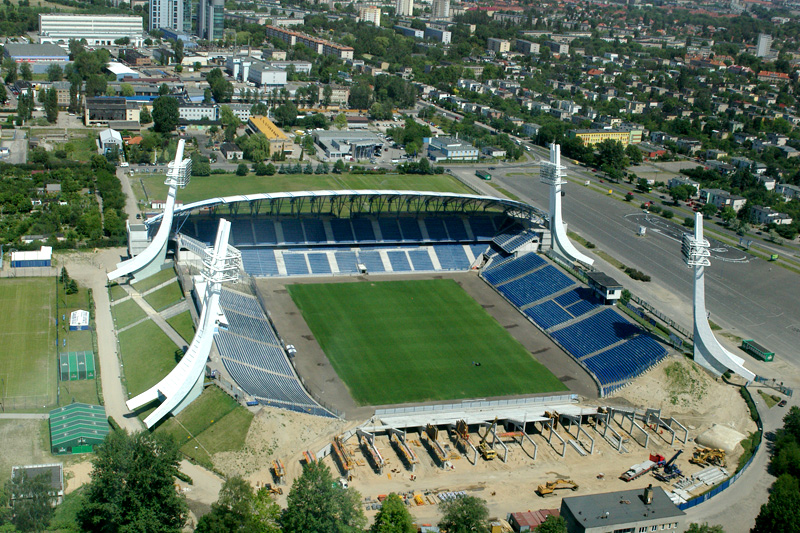
El estadio en 2006.

A mediados de 2003 comenzó un proceso de reconstrucción completa del estadio. La primera etapa de las obras fue la de construir por completo la nueva grada norte en el lugar dedicado para la cuarta tribuna en el viejo estadio. La tribuna norte destaca en forma de "U" y la capacidad del estadio aumentó en 8124 localidades. La tribuna fue inaugurada en marzo de 2004. Casi dos años después fue finalizada la construcción del techo que cubre todos los asientos en la grada norte.
En el mismo tiempo, el estadio estaba equipado con un sistema de calefacción en el suelo. También se modernizaron los mástiles y focos de iluminación en el mismo año. En enero de 2006, la construcción de la tribuna segunda (sur) se inició en el lugar de los seguidores radicales del Lech Poznań del viejo estadio. Esta parte del estadio se llama tradicionalmente "Kocioł" (en polaco "caldera"). La construcción de los primeros dos pisos de este soporte de tres niveles se completaron en febrero de 2007, con el trabajo en la tercera terminó en septiembre de 2008. Esto dio lugar a un aumento de la capacidad de la tribuna completa de alrededor de 9000 asientos.

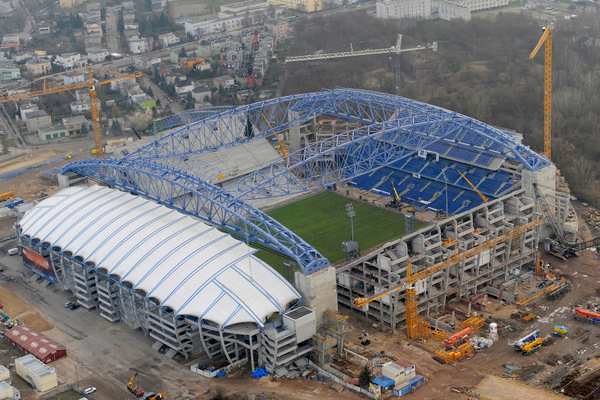
Aspecto del estadio en octubre de 2009.

Después de que Polonia fuese elegida como nación coanfitriona de la Eurocopa 2012, las autoridades de la ciudad decidieron revisar el concepto de arquitectura del estadio y las instalaciones, por lo que se decidió a reconstruir. La capacidad del estadio aumentó a cerca de 45 000 plazas. De acuerdo con un nuevo proyecto se destaca que las tribunas I y III (junto al margen) fueran una construcción de dos niveles. Ambas tienen capacidad para 13 750 espectadores. Las salas vip, zona multimedia, vestuarios, salas de árbitros y las instalaciones del club se encuentran en la tribuna I. Las localidades situadas en la tribuna III están dedicados exclusivamente para los aficionados generales. Todas las localidades del estadio son sentadas con asientos plegables para mantener un mínimo de 12 cm de espacio libre entre ellos.

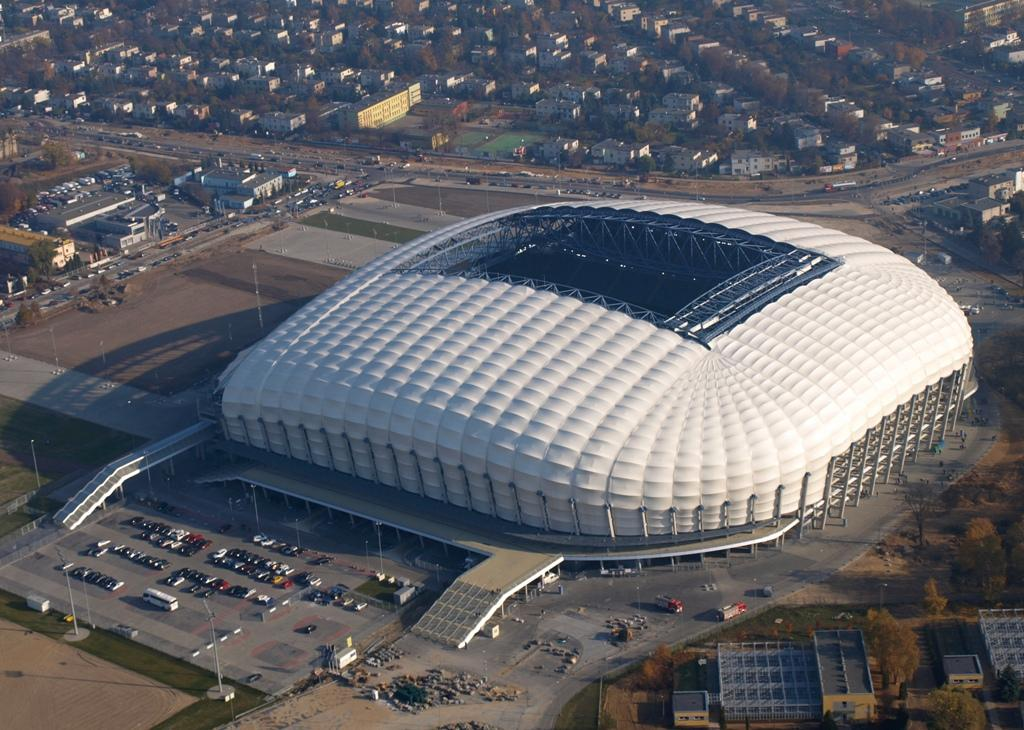
Vista aérea del estadio.

El proyecto de modernización y ampliación del estadio fue realizado por Modern Construction Systems. En comparación con los conceptos arquitectónicos anteriores, la última de ellas ha cambiado el diseño de la construcción del techo. La idea del techo fue concebida como una membrana en colores naturales de seda. La membrana se divide en segmentos iguales, cada una de ellas es de nueve metros de largo y da la impresión de forma ondulada.
El techo forma un todo coherente sobre las tribunas I, II y III. Parte del techo sobre la tribuna II es una estructura móvil, diseñada para garantizar la adecuada iluminación de la hierba en alguna parte del terreno de juego. La cubicación del estadio es de 1 300 000 m² y la superficie total es de 250 000 m². El concepto arquitectónico original de la modernización del estadio a partir de 2002 fue finalmente reemplazado por el diseño de 2008. Los trabajos de construcción sobre la base de este proyecto se llevó a cabo entre 2008 y 2012. El trabajo en las gradas de las tribunas I y III se inició en octubre de 2008 y se completó en septiembre de 2010. El nuevo modelo de los asientos plegables se instalaron en las cuatro tribunas. Estos son más anchos que los modelos anteriores, por lo que la capacidad del estadio se redujo a 43 000 espectadores pese a que, inicialmente, estaba previsto que la capacidad contase con 2 000 localidades más. Los asientos en el estadio fueron proporcionado por la empresa polaca Forum Seating perteneciente al Grupo Nowy Styl ubicado en Krosno.